# Marciano Vink
Marciano Carlos Alberto Vink (* 17. Oktober 1970 in Paramaribo, Suriname) ist ein ehemaliger surinamisch-niederländischer Fußballspieler.

## Karriere

### Verein
Vink wurde in Suriname geboren. Im Kindesalter zog er mit seiner Familie in die Niederlande. Er begann seine aktive Fußballkarriere in den Jugendmannschaften der Amateurvereine TOS-Actief und Alles door Eendracht aus Weesp. In der Fußballschule von Ajax Amsterdam spielte er unter anderen mit Dennis Bergkamp, Ronald und Frank de Boer, Michel Kreek, Bryan Roy und Richard Witschge zusammen. Im Profibereich bestritt er für Ajax 108 Spiele zwischen 1988 und 1993, in denen er dreizehn Tore erzielte. Er wurde mit Ajax 1990 niederländischer Meister, gewann 1992 den UEFA-Pokal und 1993 den KNVB-Pokal.
Im Sommer 1993 wechselte er unter Vermittlung von Mino Raiola für eine Ablösesumme von rund fünf Millionen Gulden zum CFC Genua in die italienische Serie A. Dort spielte er wieder gemeinsam mit John van ’t Schip, der ein Jahr zuvor von Ajax zu Genua gewechselt war. Er bestritt aufgrund der starken Konkurrenz durch andere ausländische Spieler nur dreizehn Ligaspiele, in denen er zwei Tore erzielte. Nach nur einer Saison in Italien kehrte er 1994 in die Niederlande zurück und schloss sich dem PSV Eindhoven an. Während seiner Zeit beim PSV war Vink häufig von Verletzungen geplagt. In seiner ersten Saison bestritt er nur sechs Spiele. In den folgenden Spielzeiten brachte er es auf 22 und 19 Einsätze in der Eredivisie, woraufhin sein Vertrag verlängert wurde. Mit PSV gewann er 1996 den KNVB-Pokal, 1997 die nationale Meisterschaft sowie 1997 und 1998 die Johan-Cruijff-Schaal, den niederländischen Supercup.
Nach einer schweren Verletzung aus einem Zweikampf mit Luís Figo im Champions-League-Spiel gegen den FC Barcelona versuchte Vink zwei Jahre in der Rehabilitation vergeblich, in das PSV-Team zurückzukehren. 1999 wurde sein Vertrag nicht verlängert. Daraufhin beendete er zunächst seine aktive Karriere. Mitte der Saison 1999/2000 versuchte Vink ein Comeback im Profifußball bei ADO Den Haag. Er absolvierte fünf Spiele in der zweiten Mannschaft. Der Verein entschied, ihm keinen Vertrag anzubieten. In der Saison 2000/01 war Vink vereinslos und trainierte zeitweilig beim Amateurverein SV Lelystad '67.
In der Saison 2001/02 versuchte Vink, seine Karriere in Südafrika bei Ajax Cape Town, einem Ausbildungsverein von Ajax Amsterdam, fortzusetzen. Nach nur einer Saison, in der er 13 Spiele bestritt, beendete er endgültig seine Karriere.

### Nationalmannschaft
Vink gab am 13. März 1991 im Alter von 20 Jahren sein Debüt in der niederländische Nationalmannschaft im Qualifikationsspiel für die Fußball-Europameisterschaft 1992 in Schweden gegen Malta. Am 17. April 1991 bestritt er in einem weiteren Qualifikationsspiel gegen Finnland sein zweites und letztes Länderspiel für die Niederlande.

## Erfolge
- Niederländischer Meister: 1990 und 1997
- Niederländischer Pokalsieger: 1993 und 1996
- Niederländischer Supercupsieger: 1997, 1998
- UEFA-Pokal-Sieger: 1992

## Privates
Im Januar 2011 gewann Vink an einem Spielautomaten im Holland Casino in Amsterdam 1,4 Millionen Euro bei einem Einsatz von 3,50 Euro. Seit 2019 betreibt er eine eigene Fußballschule und ist als Kommentator für den Fernsehsender ESPN aktiv.